# OKK-Kesselwagen

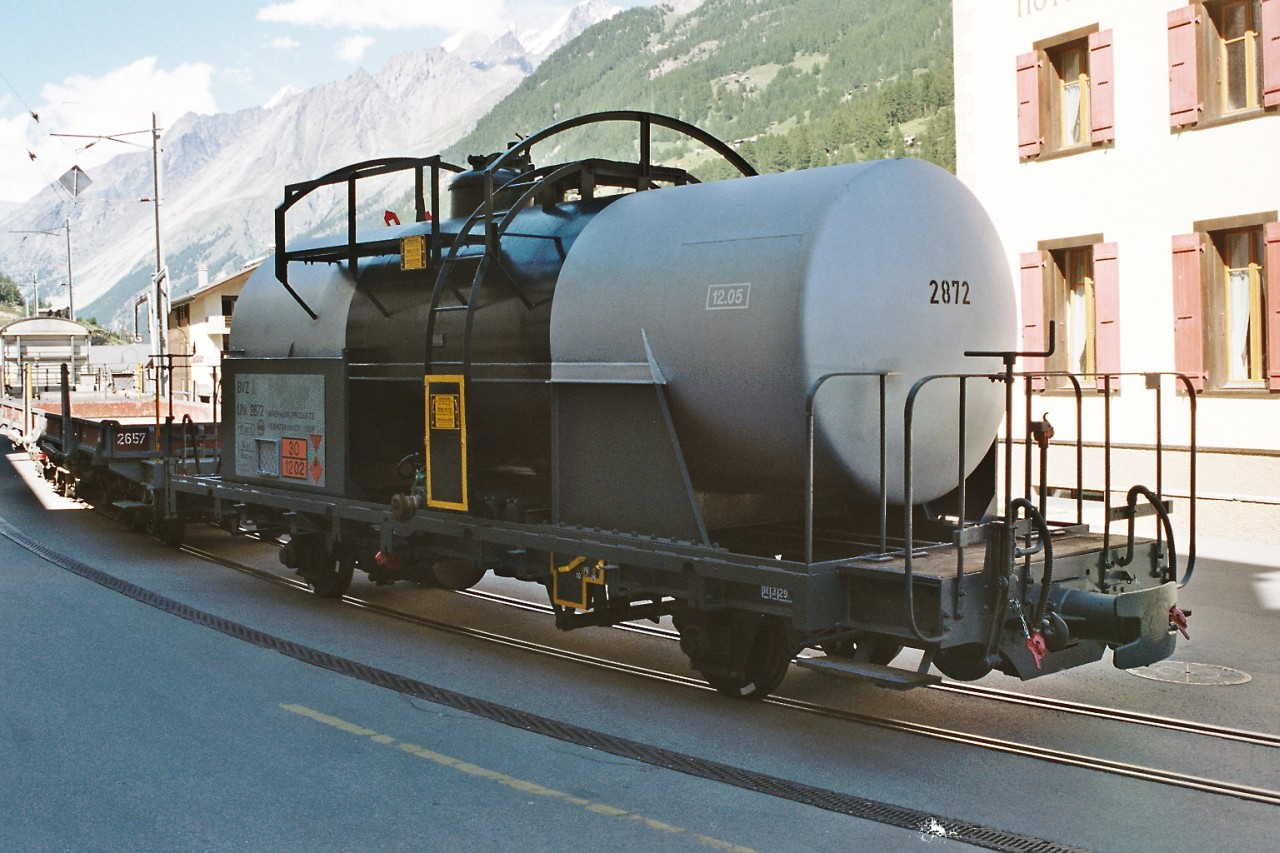
Uhk 2872 (1948) der BVZ 2002 in Zermatt, heute der letzte Kesselwagen von 1948 im Mineralöltransport

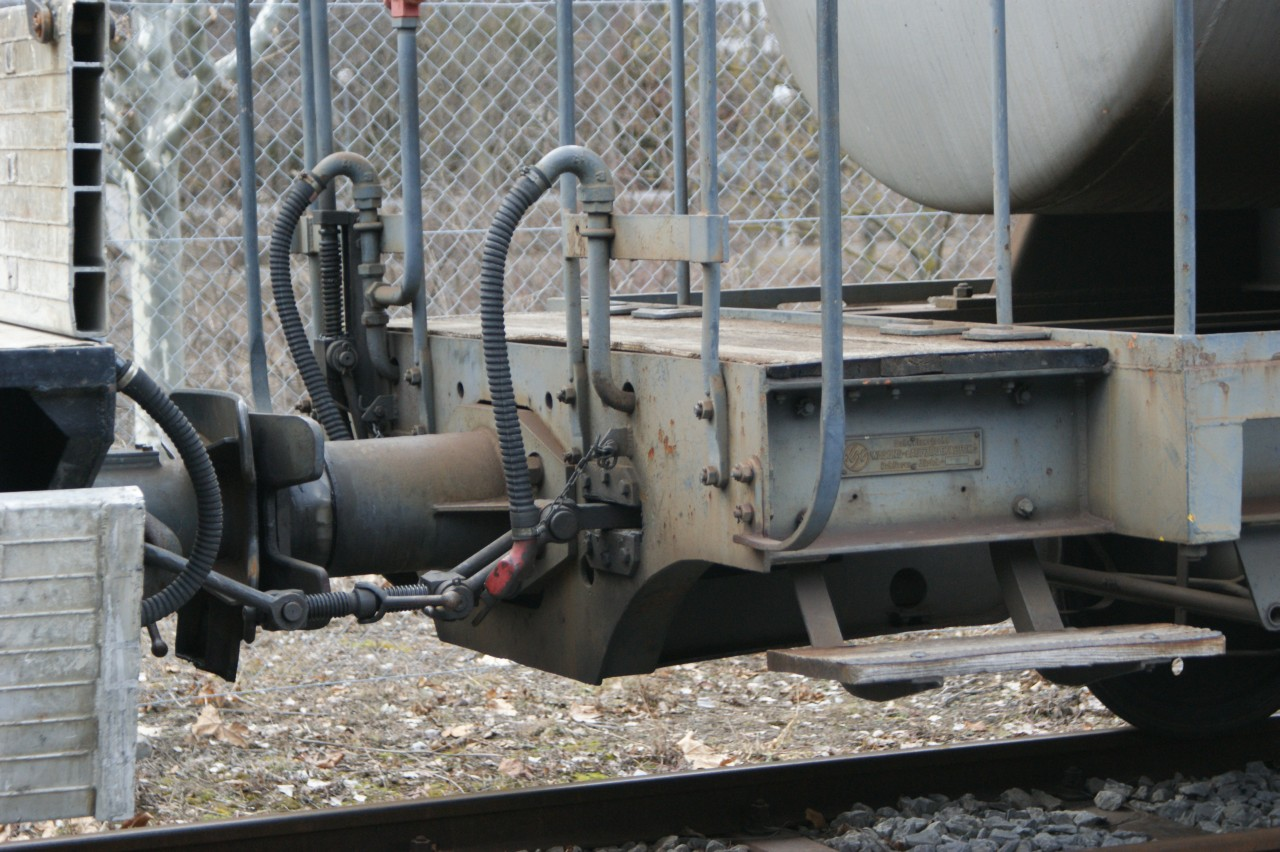
Detailansicht der Kupplung des Uhk 2872 mit Befestigungsmöglichkeit für die höher liegenden Puffer der MOB

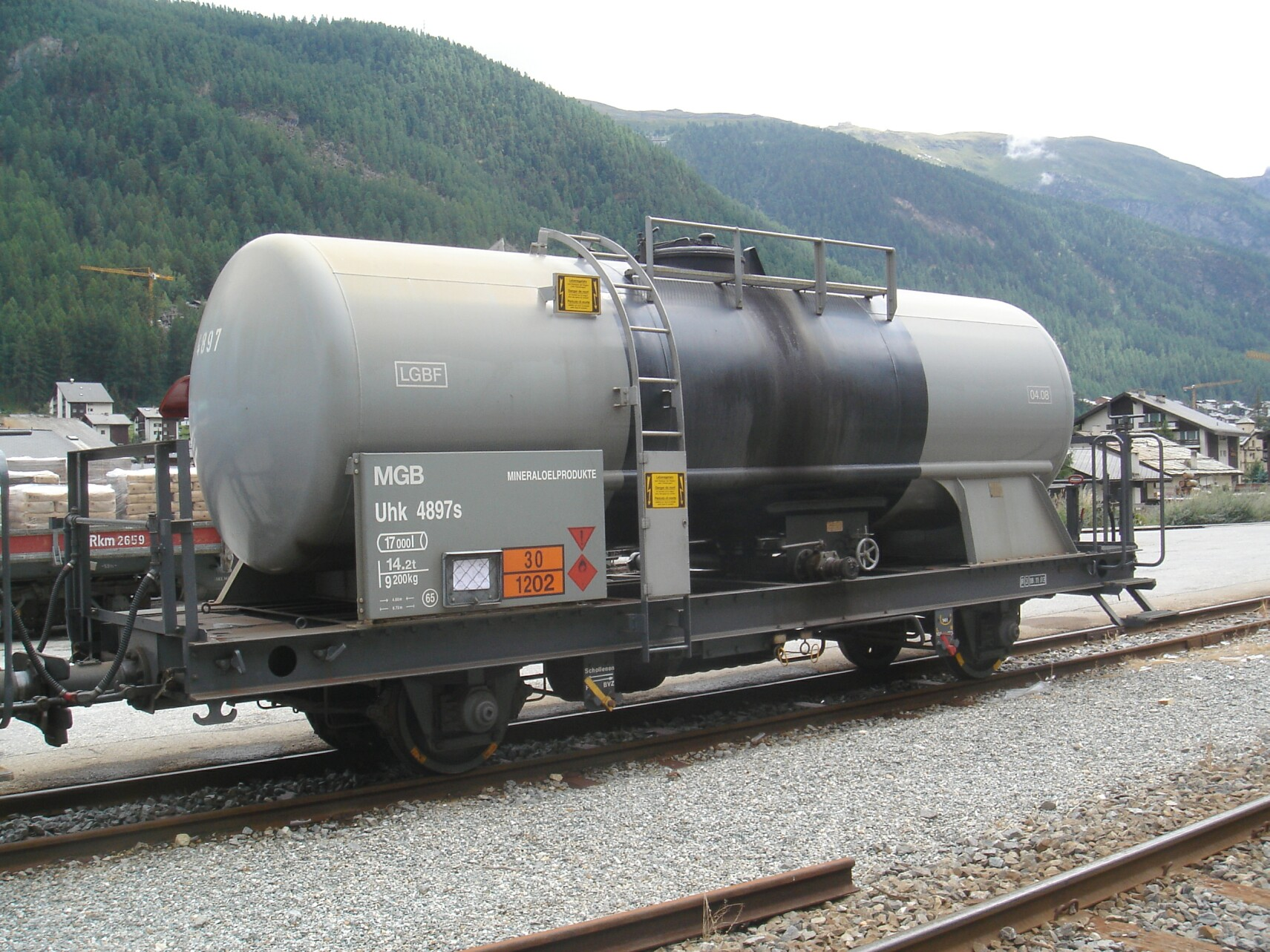
Uhk 4897 (1971) der MGB (ex FO) 2006 in Zermatt

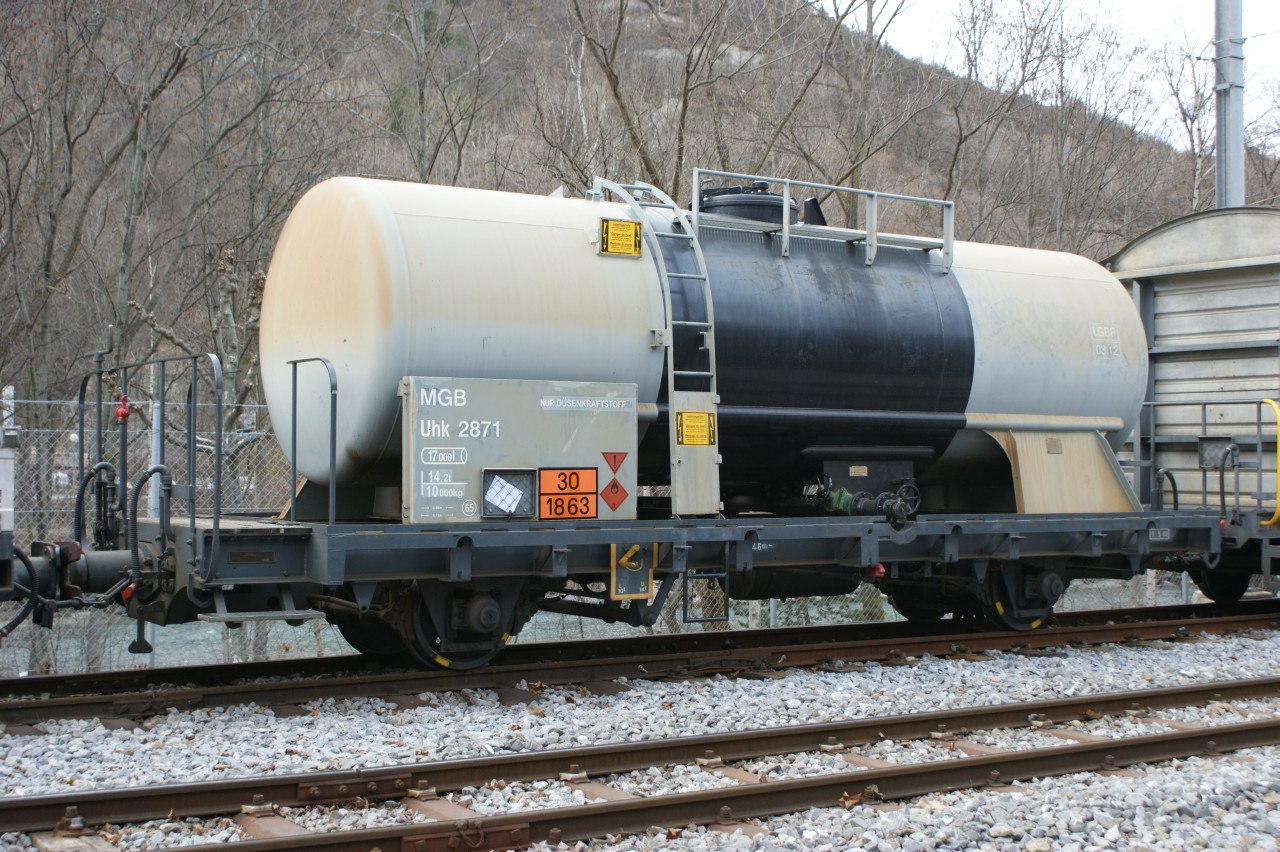
MGB Uhk 2871 für «Düsenkraftstoff» (Kerosin) mit Untergestell von 1948 und Kessel von 1971 (ex 4893)

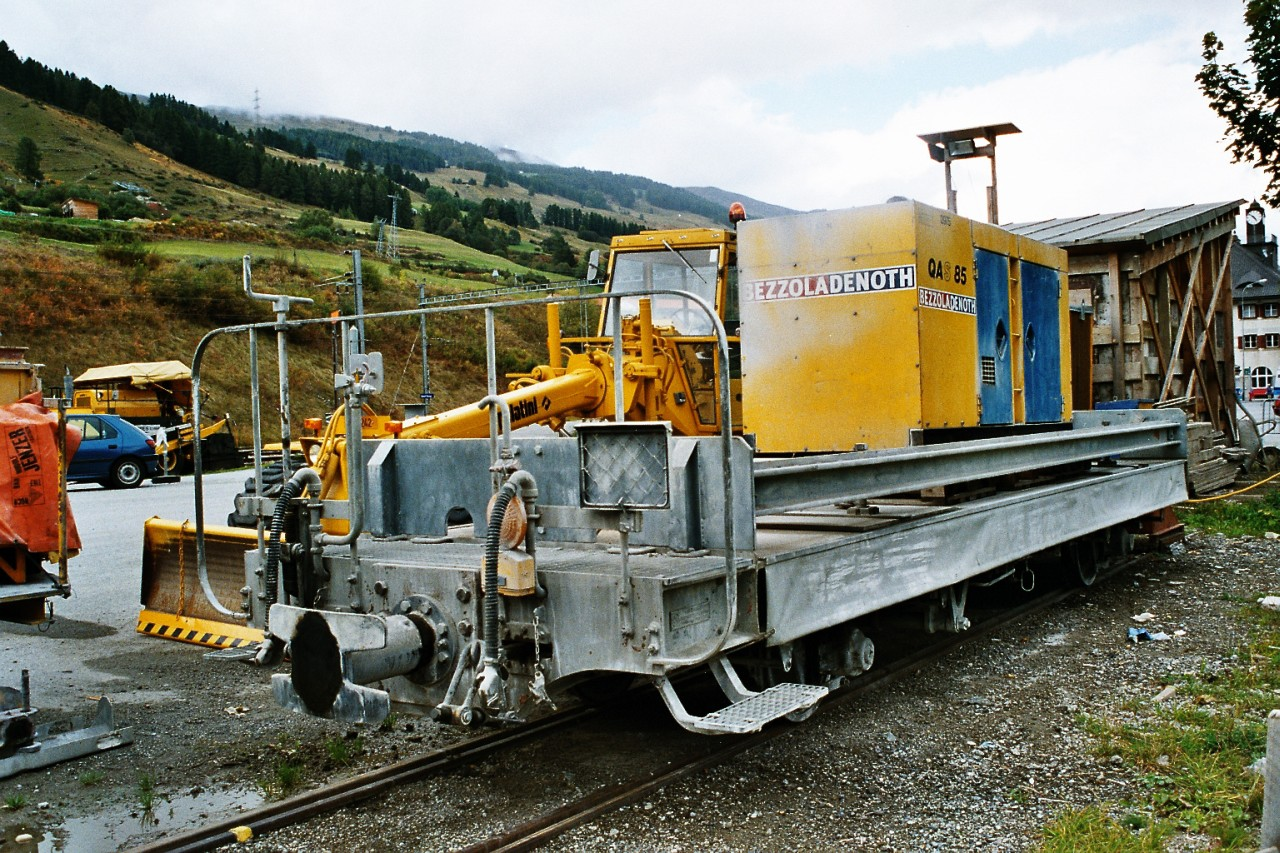
Privater Bau-Dienstwagen, entstanden aus einem OKK-Wagen von 1948, wahrscheinlich 8913, im September 2002 in Scuol

Als OKK-Kesselwagen wird eine Serie von Kesselwagen bezeichnet, die auf verschiedenen Schweizer Meterspurbahnen im Einsatz stehen.

## Entstehung der ersten Serie (1948)
Aus der Verteidigungsstrategie, wie sie im Umfeld des Zweiten Weltkrieges entwickelt wurde, legte die Schweizer Armee verschiedene Gebirgsflugfelder an, die mit Unterständen für Kampfflugzeuge und der zugehörigen Logistik ausgestattet waren. Viele dieser Flugfelder lagen in der Nähe von Schmalspurbahnen. Deshalb entschlossen sich die Bundes-Tank-Anlagen (BTA), bei SWS und Giovanola (Kessel) 15 meterspurige Kesselwagen zu bestellen und diese bei den betroffenen Bahnen als Privatwagen einzustellen. Dabei wurden sie so ausgerüstet, dass sie wahlweise mit Druckluft oder Vakuum gebremst, gegebenenfalls mit Zahnradbremse ausgerüstet und nach Bedarf mit Mittelpuffer und untenliegender (Zp1) oder seitlicher (Zp2) Schraubenkupplung oder automatischer GF-Kupplung (GFN) ausgerüstet werden konnten. Eingestellt wurden 1948 fünf Wagen bei der RhB, je einer bei VZ, FO und SchB, drei bei der MOB und einer bei der GFM und schliesslich drei bei der SBB Brünigbahn. Bei Bedarf verkehrten die RhB-Wagen auch auf den anschliessenden Netzen von VZ, FO und SchB, wobei sie in der Regel mit den Wagen dieser Bahnen zusammen verkehrten, die mit Zahnradbremse ausgerüstet waren. Auch zu Einsätzen auf dem MOB/GFM-Netz kam es, wenn dort Blockzüge gebildet wurden, um Tankanlagen aufzufüllen.
Die Wagen haben einen Achsstand von 4600 mm, das Untergestell ist 7780 mm lang, dabei sind die Achsen wegen der Bremsplattform nicht zentriert, der Überhang beträgt Seite Plattform 1730 mm und auf der anderen Seite 1450 mm. Die Länge über Puffer betrug ursprünglich generell 8620 mm, heute mit Zp2 (MGB) 8720 mm. Der Kessel fasst 17'000 l und ist 6800 mm lang. Das Eigengewicht beträgt 9,6 t ohne und 10,0 t mit Zahnrad. Das Ladegewicht betrug 11,8 t, heute sind die noch vorhandenen MGB-Wagen für 14,2 t zugelassen.

## Bau einer zweiten Serie (1971)
Die Aufgaben der BTA waren inzwischen im Oberkriegskommissariat (OKK) aufgegangen. Dieses bestellte weitere 15 Wagen bei SIG und FC (Kessel), die 1971 in Betrieb gingen. Sechs Wagen kamen zur FO, zwei zur BVZ sowie fünf Wagen zur MOB und zwei zur GFM. Schliesslich ging die Verwaltung der Wagen über an das Bundesamt für Betriebe des Heeres (BABHE).
Die Wagen haben einen Achsstand von 4600 mm, das Untergestell ist 7840 mm lang, die Achsen sind anders als bei der ersten Serie zentriert, der Überhang beträgt beidseitig 1620 mm. Die Länge über Puffer beträgt 8720 mm. Der Kessel fasst 17'000 l und ist 6800 mm lang. Das Eigengewicht beträgt 9,2 t. Das Ladegewicht betrug 11,8 t, heute sind die noch vorhandenen MGB-Wagen für 14,2 t zugelassen.

## Ende des Armeeeinsatzes und weitere Verwendung
Die Wagen der RhB wurden 1975 und 1989 definitiv auf das Netz von MOB und GFM verschoben, da die RhB genügend eigene, grössere Kesselwagen zur Verfügung hatte. Gegen Ende des letzten Jahrtausends zog sich die Armee von den meisten Gebirgsflugfeldern zurück und verzichtete auf die Vorratshaltung von Flugzeugtriebstoffen in den betreffenden Alpentälern. Deshalb begann 1996 die Liquidation des Schmalspurwagenbestandes. Die meisten Wagen gingen ins Eigentum der einstellenden Bahnen über. Diese führten sie dem Abbruch zu oder bauten sie zu Dienstwagen um. Auch private Bauunternehmen waren an den Untergestellen interessiert, da diese auf einfache Weise für den Einsatz auf verschiedenen Netzen angepasst werden können. Aus zwei MOB-Wagen entstanden Kupplungswagen, die auf der einen Seite eine Kupplung nach MOB-Standard (Zp1), auf der anderen Seite nach RhB-Standard (Zp2) haben und so den mietweisen Einsatz von Baudienstwagen (insbesondere Schotterwagen und Kippwagen) der RhB und MGB erleichtern.
Als einzige Schmalspurbahn ausser der RhB, die noch Mineralöltransporte durchführt, verblieb die BVZ, die die Versorgung des autofreien Kurorts Zermatt sicherstellt. Die BVZ übernahm deshalb zunächst auch die beiden FO-Wagen von 1948 und seit der Fusion zur MGB sind drei FO-Wagen von 1971 im regelmässigen Einsatz nach Zermatt. In der Regel wird Heizöl transportiert, ein Wagen versorgte aber auch den Helikopterlandeplatz Zermatt mit Düsenkraftstoff. Bei zwei Wagen von 1948 wurde auf das Untergestell ein Tank von ehemaligen FO-Wagen von 1971 aufgesetzt, deren Untergestelle anderweitig Verwendung fanden. Es verblieb ein einziger Wagen von 1948 im Originalzustand bis 2019 im Einsatz (MGB Uhk 2872), weitere sieben mit Kesseln von 1971. Weiter sind einige Kessel noch als Wasserwagen im Einsatz.
Der Lebenslauf und die weitere Verwendung der dreissig Wagen ergibt sich aus der nachstehenden Tabelle.
| Bahn               | erste Nr. |               | Bahn | letzte Nr. | Weiterverwendung                                                                      |
| ------------------ | --------- | ------------- | ---- | ---------- | ------------------------------------------------------------------------------------- |
| SWS/Giovanola 1948 |           |               |      |            |                                                                                       |
| BVZ                | 991       | 1960–72: 2891 | BVZ  | 2871       | 1998 BVZ/MGB Uhk 2871, 2006 Kessel ex 4893, Kerosin, ca. 2017 abgestellt              |
| FO                 | 992       |               | FO   | 4891       | 1998 BVZ/MGB Uhk 2872", Heizöl, 2017 im Einsatz für Kerosin, 2021 an DFB, Wasserwagen |
| SchB               | 993       |               | FO   | 4892       | 1998 BVZ/MGB Uhk 2873", 2006 Kessel ex 4898, Heizöl, ca. 2017 abgestellt              |
| RhB                | 10001     | 1989          | MOB  | 900        | 2000 Umbau X 56                                                                       |
| RhB                | 10002     | 1989          | MOB  | 899        | 1996 Umbau X 50 (Kupplungswagen)                                                      |
| RhB                | 10003     | 1989          | MOB  | 890        | 1996 Umbau X 49 (Kupplungswagen)                                                      |
| RhB                | 10004     | 1989          | GFM  | 1105       | 2000 an BVZ, abgestellt                                                               |
| RhB                | 10005     | 1975          | GFM  | 1104       | 2000 an BVZ, abgestellt                                                               |
| GFM                | 1101      |               | GFM  | 1101       | 2000 an BVZ, abgestellt                                                               |
| MOB                | 891       |               | MOB  | 891        | 2000 Umbau X 53                                                                       |
| MOB                | 892       |               | MOB  | 892        | 2000 Umbau X 54                                                                       |
| MOB                | 893       |               | MOB  | 893        | 1996 abgebrochen                                                                      |
| SBB                | 8911      |               | SBB  | 8911       | 1996 ausr., 1998 Umbau CJ Lb 354, Zisterne mit Ug Gb 2214 = X 9761                    |
| SBB                | 8912      |               | SBB  | 8912       | 1996 ausr., 1998 Umbau CJ Lb 355                                                      |
| SBB                | 8913      |               | SBB  | 8913       | 1996 ausr., ? Umbau Flachwagen Jenzer ?                                               |
| SIG/FC 1971        |           |               |      |            |                                                                                       |
| BVZ                | 2872      | 1998          | BVZ  | 2874       | 2000 BVZ/MGB Uhk 2874, Heizöl                                                         |
| BVZ                | 2873      | 1998          | BVZ  | 2875       | 2000 BVZ/MGB Uhk 2875, Heizöl                                                         |
| FO                 | 4893      |               | FO   | 4893       | 2001 Umbau X 4945 (Arbeitshebebühne), Kessel für 2871                                 |
| FO                 | 4894      |               | FO   | 4894       | 2003 MGB Uhk 4894, Heizöl, ca. 2017 abgestellt                                        |
| FO                 | 4895      |               | FO   | 4895       | MGB Uhk 4895, Wasserwagen                                                             |
| FO                 | 4896      |               | FO   | 4896       | 2003 MGB Uhk 4896, Heizöl, ca. 2017 abgestellt                                        |
| FO                 | 4897      |               | FO   | 4897       | 2003 MGB Uhk 4897, Heizöl, ca. 2017 abgestellt                                        |
| FO                 | 4898      |               | FO   | 4898       | 2005 ausrangiert, Kessel für 2873                                                     |
| GFM                | 1102      |               | GFM  | 1102       | 1999 an MTVS (Valmondois, Frankreich)                                                 |
| GFM                | 1103      |               | GFM  | 1103       | 1998 TPF X 1103                                                                       |
| MOB                | 894       |               | MOB  | 894        | 2000 Umbau X 55                                                                       |
| MOB                | 895       |               | MOB  | 895        | 2000 MOB, Untergestell vorhanden (2022 in Chernex)                                    |
| MOB                | 896       |               | MOB  | 896        | 2000 MOB, Untergestell vorhanden (2022 in La Tine)                                    |
| MOB                | 897       |               | MOB  | 897        | 2001 Umzeichnung X 29" Wasserwagen                                                    |
| MOB                | 898       |               | MOB  | 898        | 2000 MOB, Untergestell vorhanden (2022 in Jor)                                        |